# Inter-Cargo-Service-Flug 3132
Der Inter-Cargo-Service-Flug 3132 (Flugnummer ICAO ICS3132) war ein internationaler Charter-Frachtflug der Inter Cargo Service im Auftrag der Royal Air Maroc von Casablanca zum Flughafen Paris-Orly mit einem planmäßigen Zwischenstopp in Marseille, der am 6. Februar 1989 durchgeführt wurde. An diesem Tag verunglückte die auf dem Flug eingesetzte Vickers 952F Vanguard. Die Maschine stürzte nach dem Start vom Flughafen Marseille ins Meer, wobei alle drei Insassen ums Leben kamen. 

## Maschine
Bei der betroffenen Maschine handelte es sich um eine 1960 als Passagiermaschine gebaute Vickers 952F Vanguard mit der Werknummer 730. Die Maschine absolvierte am 10. Dezember 1960 ihren Erstflug, ehe sie am 19. Januar 1961 an die Trans-Canada Air Lines ausgeliefert wurde, bei der sie mit dem Luftfahrzeugkennzeichen CF-TKG und der Flottennummer 907 in Betrieb genommen wurde. Mit der Umbenennung der Fluggesellschaft in Air Canada ging die Maschine am 1. Juni 1964 formal bei der neuen Betreibergesellschaft in Betrieb. Im Juni 1969 wurde die Maschine außer Betrieb genommen. Die britische Air Holdings Ltd. übernahm die Vanguard und ließ sie am 14. Oktober 1970 mit dem neuen Kennzeichen G-AYLD zu. Im Juli 1970 baute die Fluggesellschaft die Maschine zum Frachtflugzeug um. Ab dem 22. Januar 1972 war die Maschine an die schwedische Air Trader verleast, bei der sie mit dem Luftfahrzeugkennzeichen SE-FTH betrieben wurde. Zum 24. November 1972 wurde die Maschine an ihre britische Leasinggeberin zurückgegeben und erhielt in diesem Zuge ihr vormaliges britisches Kennzeichen zurück. Am 24. November 1973 übernahm die EAS Europe Airlines die Maschine und ließ sie mit dem Luftfahrzeugkennzeichen F-BUFT wieder zu. Ab dem 23. Juni 1983 war die Maschine mit dem Kennzeichen TR-LBA auf die Air Gabon zugelassen. Die Inter Cargo Service übernahm die Maschine im Jahr 1987 und ließ sie mit dem Luftfahrzeugkennzeichen F-GEJE wieder zu. Das viermotorige Mittelstreckenflugzeug war mit vier Turboproptriebwerken des Typs Rolls-Royce Tyne 512 ausgestattet, die eine Leistung von 4135 kW (5545 PS) erbrachten.

## Insassen
An Bord der Maschine befand sich lediglich eine dreiköpfige Besatzung, bestehend aus einem Flugkapitän, einem Ersten Offizier und einem Flugingenieur.

## Unfallhergang
Die in Casablanca gestartete Maschine war in Marseille zwischengelandet, wo ein Teil der Fracht entladen und weitere Fracht aufgeladen wurde. Um 18:08 Uhr rollte die Maschine zum Startpunkt der Startbahn 32R. Vier Minuten später wurde die Startfreigabe erteilt. Da die Besatzung während des Startlaufs Probleme mit der Steuerung hatte, wurde der Start abgebrochen. Die Besatzung erkundigte sich nach den vorherrschenden Windbedingungen und führte einige Prüfvorgänge durch, ehe sie eine zweite Startfreigabe erbat. Auch beim zweiten Startlauf von der Startbahn 32R hatten die Piloten Probleme mit der Steuerung, setzten den Start jedoch fort. Die Maschine rollte nach dem Abheben zur Seite und geriet kurz darauf in Rückenlage. Die Vanguard stürzte rechts von der Startbahn und ein paar Hundert Meter vor der Küste in den Golfe du Lion. Die Vanguard wurde dabei zerstört, alle drei Insassen kamen ums Leben.

## Ursache
Das Bureau d’Enquêtes et d’Analyses pour la sécurité de l’aviation civile übernahm nach dem Unfall die Ermittlungen zur Unfallursache. Die Ermittler kamen zu dem Schluss, dass der Unfall durch eine gerissene oder abgesprungene Steuerkette im Antrieb des linken Querruders verursacht wurde. Zu dem Schaden an der Steuerkette sei es höchstwahrscheinlich gekommen, als beim vorangegangenen Start die Schubumkehr betätigt wurde. Der Schaden an der Steuerkette sei das Ergebnis einer Beschädigung durch eine Trittleiter gewesen, zu der es vor dem vorvorletzten Flug mit der Maschine gekommen war. Die Besatzung habe vor dem Start zwar die Anomalie in der Steuerung erkannt, aber den Fehler unzureichend analysiert und nicht alle im Flughandbuch vorgegebenen Prüfprozeduren durchgeführt. Die Leistungsreduktion unmittelbar nach dem Start habe den Kontrollverlust über die Maschine verschärft und zum Strömungsabriss geführt. Als beitragende Faktoren gaben die Unfallermittler den Umstand an, dass es sich bei dem durchgeführten Flug um einen Schulungsflug gehandelt hatte und dass die Besatzung relativ unerfahren im Umgang mit dem geflogenen Flugzeugtyp war.